# Inge Vesten
Inge Vesten (* 17. März 1908; † nach 1939) war eine deutsche Schauspielerin, Sängerin (Sopran) und Kabarettistin. 
Vesten, über deren Ausbildung und künstlerische Anfänge nichts bekannt ist, kam wahrscheinlich von der Kleinkunst und vom Kabarett. Sie wirkte in den Dreißigerjahren als Schlager-, Operetten- und Rundfunksängerin. Ihre Stimmlage wurde in Rundfunkprogrammen manchmal mit Sopran angegeben. Auftritte hatte sie auch im Fernsehprogramm des Berliner Fernsehsenders Paul Nipkow; nachgewiesen ist ihre Mitwirkung in mehreren Fernseh-Kurzspielen.
Von Vesten sind auch einige Tonaufnahmen erhalten, wo sie zumeist als Refrainsängerin zu hören ist, so u. a. der Foxtrott Und die Musik spielt dazu aus der Operette Saison in Salzburg (aufgenommen im Januar 1939) und der Foxtrot Haben Sie den neuen Hut von Fräulein Molly schon geseh’n aus dem Tonfilm Es leuchten die Sterne (1938) (mit Rudi Schuricke als Partner). Vom Februar 1939 ist eine Aufnahme Vestens mit dem Operettenschlager Wenn der Toni mit der Vroni erhalten; es begleitete sie das Tanzorchester Egon Kaiser. Zwischen 1934 und 1938 wirkte sie außerdem in kleineren Rollen in mehreren deutschen Filmen als Schauspielerin und Sängerin (Truxa) mit.
Vesten war in den dreißiger Jahren eine populäre Künstlerin. Von der Garbaty-Zigarettenfabrik in Berlin-Pankow auch ein Zigarettensammelbild von Inge Vesten herausgebracht. Eine erhaltene Fotografie aus dem Jahr 1937 zeigt Vesten zusammen mit dem Operettenkomponisten Paul Lincke.

## Filmografie
- 1934: Ich für Dich, du für mich
- 1935: August der Starke
- 1936: Der galante König
- 1936: Boccaccio
- 1936: Waldwinter
- 1936: Schlußakkord
- 1936: Das Hofkonzert
- 1937: Truxa
- 1938: Wie einst im Mai